# Colin Farrell
Colin James Farrell (Dublin, 31. svibnja 1976.) irski glumac, poznat po svojim filmskim ulogama u visokobudžetnim hollywoodskim filmovima, ali i po svojem burnom privatnom životu. 

## Životopis
Kao dijete je s obitelji živio u Castleknocku, pristojnom predgrađu Dublina. Otac Eamon bio je nogometaš u Shamrock Roversima 1960-ih, kada je klub bio na vrhuncu. Colin je najmlađe od četvero djece.
Želio je postati nogometaš poput oca, ali su ga roditelji poslali u skupu i strogu privatnu srednju školu (Castleknock College), u kojoj se više cijenio ragbi.
Međutim naporni treninzi nisu oduševljavali Colina, već se okrenuo zadovoljavanju svojih hedonističkih potreba. Tako je i zaradio nadimak "zločestog dečka", prepuštajući se lakim drogama, duhanu, zabavama, djevojkama. Uhićivan je zbog prebrze vožnje, krađe i tukao se s kim je stigao. Kako bi ga smirili, roditelji su ga prebacili u internat, ali tamo se potukao s ravnateljem. Nakon izbacivanja iz škole odlazi godinu dana živjeti u Sydney (Australija).
Radio je različite poslove i imao prvo glumačko iskustvo u uličnom teatru u ulozi irskog pobunjenika Neda Kellyja. 
Vratio se u Dublin, svaštario, pa se priključio skupini koja se bavila kaubojskim plesom, da bi s osamnaest godina i uživanja velikih količina droge i alkohola završio na liječenju od depresije. Liječenje njegove autodestrukcije je trajalo šest mjeseci i tada mu je pomogao brat Eamon (vodi umjetničku školu u Dublinu), posudivši mu novac i natjeravši ga da upiše satove glume na Gaiety School of Drama. Kako nikada nije podnosio autoritete i ovaj puta je prekinuo školovanje, zarađivao kao fotomodel i dobio prvu ulogu u filmu "A Little World Of Our Own". Na njegovu sreću primijetio ga je glumac Kevin Spacey i spomenuo producentima filma "Ordinary Decent Criminal". Uloga sa Spaceyem donijela mu je dodatni proboj i dolazak na američko područje. U međuvremenu je u Irskoj igrao u niskobudžetnom filmu Joela Schumachera "Tigerland" i njome zaradio pohvale američkih filmskih kritičara.
Živio je nevjerojatno brzo, potajno se vjenčavši s glumicom Ameliom Warner, da bi se nakon par mjeseci razveli.
Onda je uslijedila odlična uloga u filmu "Hartov rat" s Bruceom Willisom u glavnoj ulozi. Nakon toga je nizao uloge u filmskim hitovima poput ZF "Minority Reporta" (2002. g.) s Tomom Cruiseom. I dalje je ostao dosljedan sebi i svojoj otvorenosti pričajući o seksu, drogama, piću. Žestoke reakcije izazvao je njegov intervju za magazin Playboy 2002. godine u kojem je pripadnike IRA-e nazvao "smećem i teroristima.
U 2003. godini snimio je čak šest filmskih uloga.
Sa svojim idolom iz djetinjstva Al Pacinom glumio je u filmu "The Recruit", a glumcu Ben Afflecku oteo ulogu u ekranizaciji stripa Daredevil. U samo dvanaest dana snimio je film "Phone Booth", zatim u biografskoj drami "Victoria Guerin" i jednu od glavnih uloga u filmu "S.W.A.T.".
Marljivo je nastavio snimati i u 2004. g. najprije film "A Home At The End Of The World", a ulogom u filmu "Alexander" dokazao je da se ne boji kontroverze, ali gledatelji i kritičari taj film nisu osobito dobro prihvatili, ali to Farella nije pokolebalo, pa je snimio dramu "Ask The Dust" sa Salmom Hayek, epsku sagu "The New World" (oko koje se također digla prilična prašina zbog dobi partnerice u filmu).
Nakon snimanja filmskog nastavka popularne policijske serije "Miami Vice" (koji kreće u distribuciju 2006. g.) s Jammieom Foxxom, odlazi na liječenje ovisnosti o lijekovima protiv bolova.
Uz pomoć višeg suda u Los Angelesu uspio je prekinuti distribuciju kućnih seksi video snimki preko interneta, koje je 2003. g. snimio s Playboyevom djevojkom Nicole Narain.
Iz jedne od propalih veza ima sina, u siječnju 2006. se vratio s liječenja i očekuje ga bogati raspored snimanja za film o Bobu Dylanu, pa triler "Borgia" i dramu "Pride and Glory" s Nickom Nolteom.

## Filmografija

### Filmovi
| Godina | Film                           | Uloga                                 | Redatelj                 |
| ------ | ------------------------------ | ------------------------------------- | ------------------------ |
| 1999.  | The War Zone                   | Nick                                  | Tim Roth                 |
| 2000.  | Ordinary Decent Criminal       | Alec                                  | Thaddeus O'Sullivan      |
| 2000.  | Zemlja tigrova                 | Roland Bozz                           | Joel Schumacher          |
| 2001.  | Američki odmetnici             | Jesse James                           | Les Mayfield             |
| 2002.  | Hart's War                     | Lieutenant Thomas W. Hart             | Gregory Hoblit           |
| 2002.  | Specijalni izvještaj           | Agent Danny Witwer                    | Steven Spielberg         |
| 2002.  | Telefonska govornica           | Stu Shepard                           | Joel Schumacher          |
| 2003.  | Svježa krv                     | James Douglas Clayton                 | Roger Donaldson          |
| 2003.  | Daredevil                      | Bullseye                              | Mark Steven Johnson      |
| 2003.  | Veronica Guerin                | Tattooed Boy                          | Joel Schumacher          |
| 2003.  | S.W.A.T.                       | Officer III Jim Street                | Clark Johnson            |
| 2003.  | Intermission                   | Lehiff                                | John Crowley             |
| 2004.  | Dom na kraju svijeta           | Bobby Morrow (1982)                   | Michael Mayer            |
| 2004.  | Alexander                      | Aleksander Veliki                     | Oliver Stone             |
| 2005.  | Novi svijet                    | kapetan John Smith                    | Terrence Malick          |
| 2006.  | Poroci Mijamija                | Detektiv James "Sonny" Crockett       | Michael Mann             |
| 2006.  | Ask the Dust                   | Arturo Bandini                        | Robert Towne             |
| 2007.  | Cassandra's Dream              | Terry Blaine                          | Woody Allen              |
| 2008.  | Kicking It                     | narator                               | Susan Koch & Jeff Werner |
| 2008.  | Pride and Glory                | Sergeant Jimmy Egan                   | Gavin O'Connor           |
| 2008.  | In Bruges                      | Ray                                   | Martin McDonagh          |
| 2009.  | Ondine                         | Syracuse                              | Neil Jordan              |
| 2009.  | Trijaža                        | Mark Walsh                            | Danis Tanović            |
| 2009.  | Ludo srce                      | Tommy Sweet                           | Scott Cooper             |
| 2009.  | Imaginariji Dr. Parnassusa     | Tony (3. oblik)                       | Terry Gilliam            |
| 2010.  | The Way Back                   | Valka                                 | Peter Weir               |
| 2010.  | London Boulevard               | Harry Mitchel                         | William Monahan          |
| 2011.  | Kako se riješiti šefa          | Bobby Pellitt                         | Seth Gordon              |
| 2011.  | Fright Night                   | Jerry Dandrige                        | Craig Gillespie          |
| 2012.  | Total Recall: Potpuno sjećanje | Douglas Quaid / Agent Carl Hause      | Len Wiseman              |
| 2012.  | Seven Psychopaths              | Marty Faranan                         | Martin McDonagh          |
| 2013.  | Dead Man Down                  | Victor / Laszlo Kerick                | Niels Arden Oplev        |
| 2013.  | Epic- Skriveno kraljevstvo     | Ronin                                 | Chris Wedge              |
| 2013.  | Kako je spašen gospodin Banks  | Travers Robert Goff                   | John Lee Hancock         |
| 2014.  | Winter's Tale                  | Peter Lake                            | Akiva Goldsman           |
| 2014.  | Gospođica Julie                | John                                  | Liv Ullmann              |
| 2015.  | The Lobster                    | David                                 | Yorgos Lanthimos         |
| 2015.  | Solace                         | Charles Ambrose                       | Afonso Poyart            |
| 2016.  | Čudesne zvijeri i gdje ih naći | Percival Graves / Gellert Grindelwald | David Yates              |
| 2017.  | The Killing of a Sacred Deer   | Steven Murphy                         | Yorgos Lanthimos         |
| 2017.  | The Beguiled                   | John McBurney                         | Sofia Coppola            |
| 2017.  | Roman J. Israel, Esq.          | George Pierce                         | Dan Gilroy               |
| 2018.  | Widows                         | Jack Mulligan                         | Steve McQueen            |
| 2019.  | Dumbo                          | Holt Farrier                          | Tim Burton               |
| 2019.  | The Gentlemen                  | trener                                | Guy Ritchie              |
| 2020.  | Artemis Fowl                   | Artemis Fowl I                        | Kenneth Branagh          |
| 2020.  | Ava                            | Simon                                 | Tate Taylor              |
| 2021.  | Voyagers                       | Richard Alling                        | Neil Burger              |
| 2021.  | After Yang                     | Jake                                  | Kogonada                 |
| 2022.  | The Batman                     | Oz/Pingvin                            | Matt Reeves              |
| 2022.  | Thirteen Lives                 | John Volanthen                        | Ron Howard               |
| 2022.  | The Banshees of Inisherin      | Pádraic Súilleabháin                  | Martin McDonagh          |

### TV
- David Copperfield 1999. g. T.V. - uloga: Milkman (epizoda 3)
- Love in the 21st Century 1999. g. TV serija - uloga: Mattie
- Falling for a Dancer 1998. g. TV miniserija - uloga: Daniel McCarthy
- Ballykissangel 1996. g. TV serija - uloga: Danny Byrne (1998. – 1999. g.)

## Vanjske poveznice
- Službena stranica
- Colin Farrell u internetskoj bazi filmova IMDb-u (engl.)
- Fan stranica  Arhivirana inačica izvorne stranice od 7. rujna 2009. (Wayback Machine)